# Euphorbia pseudocactus
Euphorbia pseudocactus es una especie fanerógama perteneciente a la familia de las euforbiáceas. Es endémica de Sudáfrica en KwaZulu-Natal.

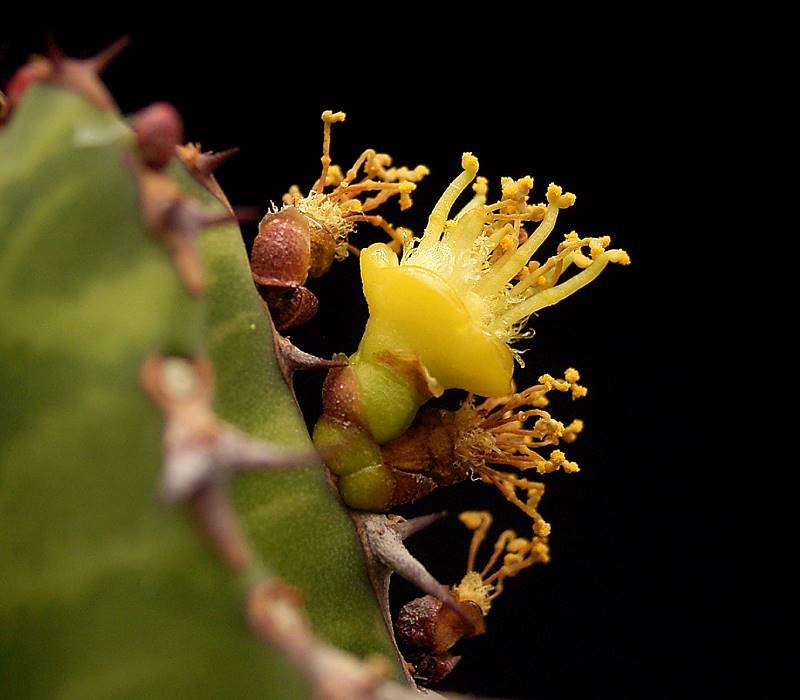
Detalle de la flor en forma de ciato

## Descripción
Es una planta perenne arbustiva con tallos suculentos  que alcanza un tamaño de  0.6 - 2.4 m de altura. A una altitud de 230 - 1035 metros.

## Taxonomía
Euphorbia pseudocactus fue descrita por A.Berger y publicado en Sukkulente Euphorbien 78. 1907.
Etimología
Euphorbia: nombre genérico que deriva del médico griego del rey Juba II de Mauritania (52 a 50 a. C. - 23), Euphorbus, en su honor – o en alusión a su gran vientre –  ya que usaba médicamente Euphorbia resinifera. En 1753 Carlos Linneo asignó el nombre a todo el género.
pseudocactus: epíteto latino que significa "parecida a un cactus".